# Kaliprau
Kaliprau is een bestuurslaag in het regentschap Pemalang van de provincie Midden-Java, Indonesië. Kaliprau telt 6869 inwoners (volkstelling 2010).